# Kara-Bulak (Landgemeinde)
Kara-Bulak (kirgisisch Кара-Булак айыл аймагы) ist eine Landgemeinde (ajyl aimagy) im Rajon Batken des Oblus Batken in Kirgisistan. Sie besteht aus 2 Dörfern.
Das Verwaltungszentrum ist das Dorf Kara-Bulak. Im Jahr 2009 hatte die Landgemeinde 10.080 Einwohner. Bis 2023 wuchs die Bevölkerung auf 25.242 Einwohner.
| Dorf       | Kirgisischer Name | Einwohnerzahl (2009) | Einwohnerzahl (2021) |
| ---------- | ----------------- | -------------------- | -------------------- |
| Budschum   | Бужум             | 7.416                | 11.485               |
| Kara-Bulak | Кара-Булак        | 2.664                | 03.725               |